# 菲利普斯敦 (紐約州)
菲利普斯敦（英語：Philipstown）是一個位於美國紐約州帕特南縣的鎮。

## 人口
根據2020年美國人口普查的數據，菲利普斯敦的面積為133.52平方千米，當中陸地面積為126.32平方千米，而水域面積為7.20平方千米。當地共有人口9831人，而人口密度為每平方千米74人。